# Открытый чемпионат Уэльса по снукеру 1995
Открытый чемпионат Уэльса по снукеру 1995 (англ. Welsh Open 1995, также известен как Regal Welsh Оpen 1995 — по названию спонсора) — профессиональный рейтинговый снукерный турнир, который проходил с 22 по 29 января 1995 года в Ньюпорте (Уэльс). Победителем турнира стал Стив Дэвис, обыгравший в финале Джона Хиггинса со счётом 9:3. Для Дэвиса это была вторая победа подряд на этом турнире.

## Рейтинговые очки
| Победитель | Финалист | Полуфиналисты | Четвертьфиналисты | 1/8 финала | 1/16 финала | 1/32 финала (сеяные) | 1/32 финала (несеяные) |
| ---------- | -------- | ------------- | ----------------- | ---------- | ----------- | -------------------- | ---------------------- |
| 3600       | 2700     | 2025          | 1520              | 1140       | 855         | 640                  | 427                    |

## Результаты
| 1/32 финала Матчи до 5 побед Стивен Хендри 5:0 Сильвиньо Франсиско Стив Дэвис 5:0 Пол Кэвни Стивен Ли 5:3 Джеймс Уоттана Джимми Уайт 5:4 Джейсон Уэстон Фергал О’Брайен 5:3 Джон Пэррот Алан Макманус 5:1 Марк Джонстон-Аллен Майкл Джадж 5:4 Кен Доэрти Даррен Морган 5:2 Энди Хикс Ронни О'Салливан 5:4 Дрю Хенри Питер Эбдон 5:2 Трой Шоу Крис Смолл 5:0 Найджел Бонд Джо Свэйл 5:2 Джим Вич Джо Джонсон 5:3 Дэвид Ро Крис Скэнлон 5:0 Терри Гриффитс Вилли Торн 5:2 Пол Макфилипс Энтони Болсовер 5:0 Тони Драго Питер Франсиско 5:3 Стив Джеймс Джон Рид 5:0 Мартин Кларк Дэйв Харольд 5:4 Тони Чеппел Джон Хиггинс 5:4 Дин О'Кейн Джефф Канди 5:1 Тони Ноулз Пол Дэвис 5:4 Гэри Уилкинсон Майк Халлетт 5:2 Грэм Макдональд Деннис Тейлор 5:1 Грэм Дотт Нил Фудс 5:2 Терри Мёрфи Карл Пэйн 5:2 Дуг Маунтджой Мик Прайс 5:1 Мэттью Коуч Джейсон Фергюсон 5:0 Дэнни Фаулер Стивен Мёрфи 5:2 Дин Рейнолдс Марк Уильямс 5:2 Брайан Морган Энтони Хэмилтон 5:3 Марк Беннетт Марк Флауэрдью 5:2 Ален Робиду | 1/16 финала Матчи до 5 побед Стивен Хендри 5:2 Карл Пэйн Стив Дэвис 5:3 Дэйв Харольд Мик Прайс 5:4 Джимми Уайт Энтони Хэмилтон 5:3 Алан Макманус Ронни О'Салливан 5:0 Майк Халлетт Питер Эбдон 5:4 Деннис Тейлор Джо Рид 5:3 Даррен Морган Джо Свэйл 5:3 Стивен Мёрфи Пол Дэвис 5:4 Вилли Торн Фергал О’Брайен 5:1 Нил Фудс Крис Скэнлон 5:3 Джейсон Фергюсон Марк Уильямс 5:3 Джо Джонсон Джон Хиггинс 5:4 Стивен Ли Крис Смолл 5:2 Питер Франсиско Марк Флауэрдью 5:4 Майкл Джадж Энтони Болсовер 5:3 Джефф Канди |

1/8 финала
Матчи до 5 побед
 Стивен Хендри 5:0 Крис Скэнлон  

 Стив Дэвис 5:3 Марк Уильямс  

 Ронни О'Салливан 5:4 Энтони Хэмилтон  

 Питер Эбдон 5:4 Джон Рид  

 Джо Свэйл 5:2 Мик Прайс  

 Крис Смолл 5:1 Фергал О’Брайен  

 Джон Хиггинс 5:2 Пол Дэвис  

 Марк Флауэрдью 5:3 Энтони Болсовер 
Четвертьфиналы
Матчи по 5 побед
 Крис Смолл 5:1 Стивен Хендри  

 Стив Дэвис 5:3 Марк Флауэрдью  

 Джон Хиггинс 5:4 Ронни О'Салливан  

 Питер Эбдон 5:4 Джо Свэйл  

Полуфиналы
Матчи по 6 побед
 Стив Дэвис 6:3 Питер Эбдон  

 Джон Хиггинс 6:1 Крис Смолл  

Финал
Матч до 9 побед
 Стив Дэвис 9:3 Джон Хиггинс  

### Финал
| Финал: Матч до 9 побед Newport Leisure Centre, Ньюпорт, Уэльс, 29 января 1995 года.         |                |                          |
| Стив Дэвис · Англия                                                                         | 9:3            | Джон Хиггинс · Шотландия |
| 62-10, 0-89(89), 36-70, 79-28, 71-8, 95(95)-0, 32-85(65), 85(83)-17, 66-58, 68(63)-7, 62-30 |                |                          |
| 95                                                                                          | Высший брейк   | 89                       |
| 0                                                                                           | Ceнчури-брейки | 0                        |
| 3                                                                                           | Брейки за 50   | 2                        |